# Спилертаун (Илиноис)
Спилертаун (енгл. Spillertown) град је у америчкој савезној држави Илиноис.

## Демографија
По попису из 2010. године број становника је 203, што је 17 (-7,7%) становника мање него 2000. године.
| Група             | 2000.       | 2010.       |
| Белци             | 208 (94,5%) | 186 (91,6%) |
| Афроамериканци    | 3 (1,4%)    | 2 (1,0%)    |
| Азијати           | 1 (0,5%)    | 0 (0,0%)    |
| Хиспаноамериканци | 8 (3,6%)    | 7 (3,4%)    |
| Укупно            | 220         | 203         |